# Instituto Nacional de Panamá
El Instituto Nacional de Panamá, conocido popularmente como el «Nido de águilas», es un colegio público de Panamá situado en el corregimiento de Santa Ana en la Ciudad de Panamá. Fue fundado el 1 de junio de 1907, siendo inaugurado el 25 de abril de 1909 en las instalaciones de la actual Escuela Manuel José Hurtado. El instituto se trasladó el 17 de julio de 1911 a su ubicación actual. Este colegio fue el primer complejo educacional que albergó la primera forma de enseñanza superior de Panamá. 
Es conocido por la participación de sus estudiantes en distintos hechos de la historia panameña. Uno de los más destacados son los hechos del 9 de enero de 1964, que reclamaban el fin de la ocupación estadounidense en la Zona del Canal de Panamá y que dejó 22 panameños y 4 estadounidenses fallecidos.

## Historia

### Primera sede
El Instituto Nacional de Panamá fue creado por la Ley 22 del 1 de junio de 1907 bajo la presidencia de Manuel Amador Guerrero, gracias a la comisión dirigida por Abel Bravo y Arturo Amador García, en la que pidieron hacerle modificaciones a ley como nombrarla con el nombre de Instituto Nacional. Se establecieron 35 becas, 5 por cada una de las 7 provincias que existían a inicios de la República. Mediante el Decreto Ejecutivo N. 17 de 1909 se ordenaba que el 1 de abril de 1910 fuese el día de inauguración del Instituto Nacional.
Al colegio se le incorporaron la Escuela Normal de Varones (creada por el Decreto N. 7 de 1904), la Escuela Superior de Varones (creada por el Decreto N. 150 de 1904), además del Colegio de Comercio e Idiomas (creado por el Decreto N. 126 de 1906). Bajo la administración de José Domingo de Obaldía, el colegio fue inaugurado el 25 de abril de 1909 funcionando en la actual Escuela Manuel José Hurtado en Santa Ana con una matrícula de 298 estudiantes, con la presencia del Secretario de Instrucción Pública Eusebio A. Morales y su primer rector Justo A. Facio. Sin embargo, la primera sede no pudo albergar todas las dependencias anexadas al colegio, por lo tanto el Gobierno tuvo que comprar por la suma de 14 mil 250 balboas edificaciones cercanas.

### Sede actual

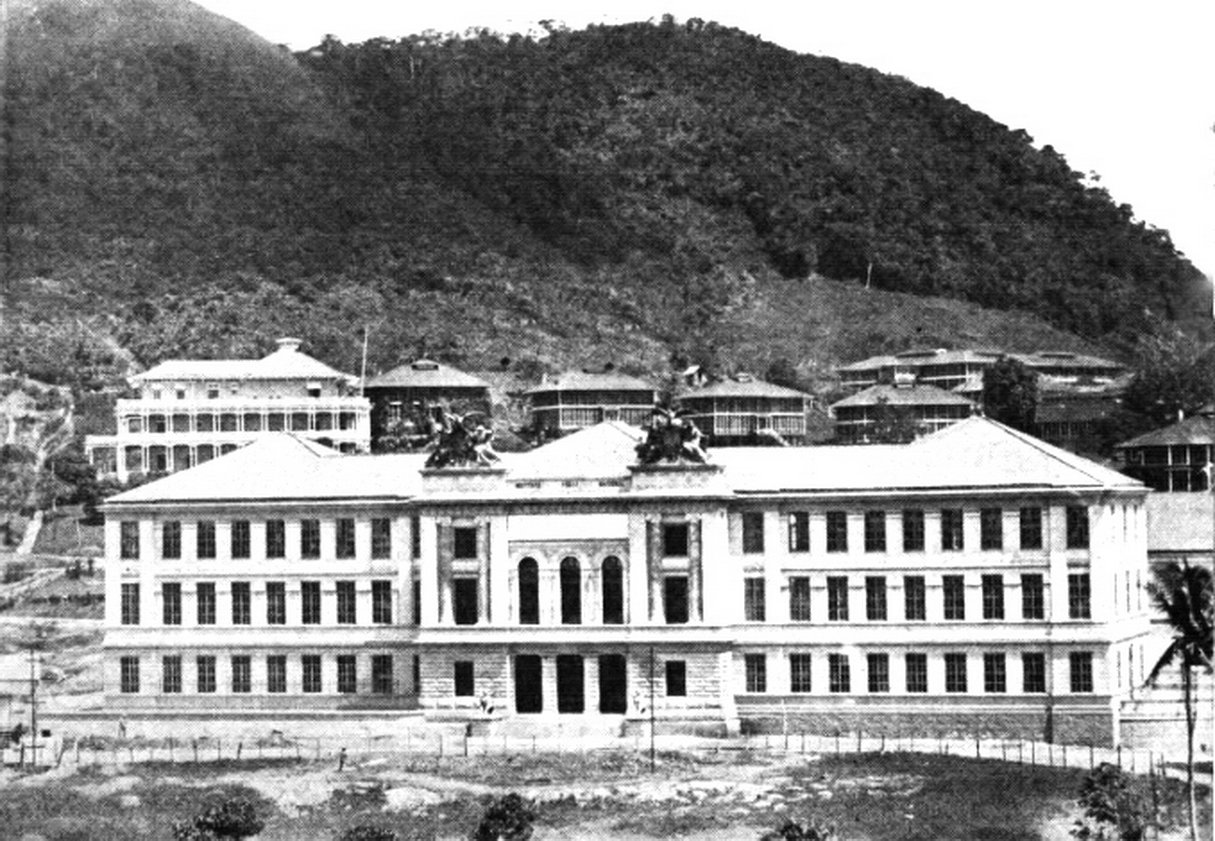
El Instituto Nacional de Panamá en 1916.

Posteriormente, se escogió utilizar un solar conocido como Santa Rosa, ubicado en las faldas del Cerro Ancón. Los planos del edificio para el Instituto Nacional fueron confeccionados por el arquitecto italiano Genaro Ruggieri, en enero de 1910. Además de la confección de los planos y de la inspección de los trabajos de construcción, el arquitecto Ruggieri se comprometía a “hacerse cargo de la dirección técnica de todos los trabajos de construcción, arquitectónicos y decorativos que se han de llevar a cabo en los edificios donde ha de funcionar el Instituto Nacional”. La construcción del Instituto Nacional fue realizada por el ingeniero panameño Florencio Harmodio Arosemena, en un plazo de dos años. La nueva edificación, terminó de ser construida en mayo de 1911. El Instituto se trasladó tres meses más tarde cuando el nuevo edificio fue entregado el 17 de julio de 1911, siendo inaugurado por el Secretario de Instrucción Pública Heliodoro Patiño.
Las primeras catorce graduaciones de maestros en el Instituto se dieron el 31 de enero de 1913, y la entrega de los correspondientes diplomas estuvo a cargo del presidente, Belisario Porras. En sus inicios trabajaron por lo menos 15 profesores extranjeros en el Instituto, pero también trabajaron panameños como Alfonso Fábrega, Eusebio A. Morales, José D. Moscote, Ricardo J. Alfaro, Nicolle Garay, Narciso Garay, Rafael Benítez y Manuel Alguero.
El 2 de marzo de 1919, mediante la Ley 25 del de 1919, el rector Octavio Méndez Pereira, permitió por primera vez la educación femenina, brindando a la mujer panameña nuevas oportunidades que le permitieron incorporarse a la producción económica del país.

### Participación en la historia panameña
El Instituto Nacional se destaca por participar en sucesos importantes de la historia de Panamá. La primera gesta patriótica que realizaron los estudiantes del Instituto fue la “Jornada Heroica” del 12 de diciembre de 1947, debido al rechazo del Tratado Filós-Hines, relacionado con la ilegalidad de las bases militares implantadas en Panamá por los Estados Unidos durante la Segunda Guerra Mundial, con el pretexto de brindar seguridad a la Zona del Canal de Panamá. También se destaca el “Movimiento Cívico“ realizado el 19 de marzo de 1958. Otra de las gestas la comprende la Operación Soberanía del 2 de mayo de 1958, donde se depositaron unas 75 banderas panameñas en la Antigua Zona del Canal de Panamá. 
La más destacada es la gesta del 9 de enero de 1964, cuando estudiantes del Instituto Nacional, encabezados por el estudiante de 17 años Guillermo Guevara Paz que convocó a unos 200 estudiantes del colegio para marchar a la Escuela Secundaria de Balboa, para izar la bandera panameña junto a la de Estados Unidos, para cumplir el Acuerdo Chiari-Kennedy de 1963 y reclamar la soberanía de Panamá sobre la Zona del Canal.  Los estudiantes se dirigieron a, despacho del entonces rector Dídimo Ríos, con la finalidad de solicitarle permiso para proceder a izar la bandera panameña en la antigua Zona del Canal. El rector no solamente otorgó el permiso, sino que les entregó la bandera panameña que reposaba en la Dirección del Instituto Nacional. Actualmente la bandera fue restaurada y se encuentra entre la colección del Museo del Canal Interoceánico de Panamá.

## Edificio

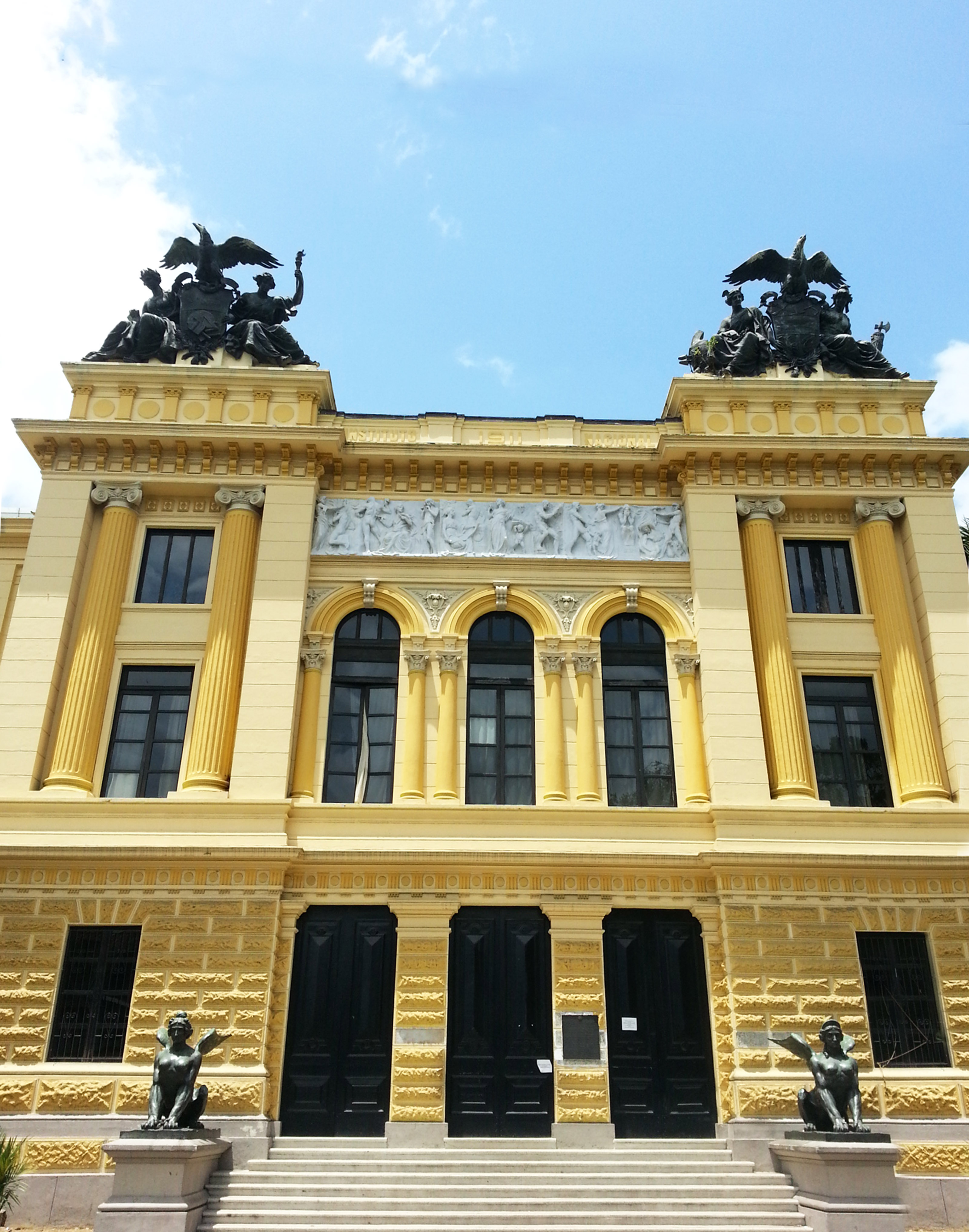
Fachada del Instituto Nacional.

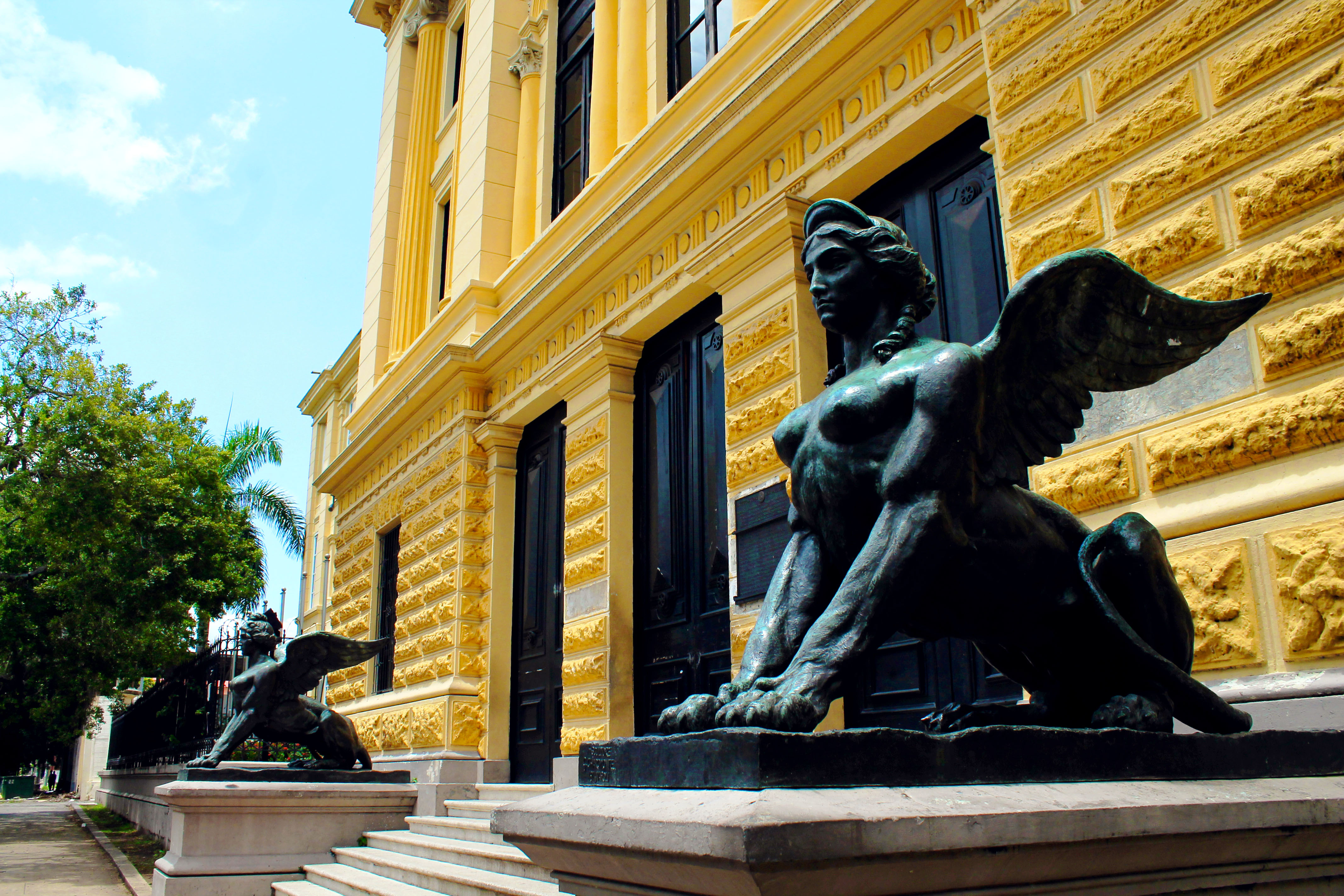
Esfinges que guardan la entrada del Instituto Nacional.

### Exterior
El diseño del Instituto Nacional es de arquitectura neoclásica que marca su posterior desarrollo estético y estilístico en los principios de la Época Republicana. Las dos esfinges que custodian la entrada son figuras mitológicas que simbolizan la sabiduría y la genialidad, su cabeza es el razonamiento, el cuerpo es la fuerza y la resistencia del león, las alas representan la libertad, ambas esfinges fueron esculpidas en bronce por el escultor Gaetano Chiaremonte en Italia.
Durante la construcción del Instituto Nacional, la concepción original del arquitecto Ruggieri sufrió algunos cambios. Algunas dependencias de los edificios no estaban destinadas a la función para la cual fueron diseñadas, debido a cambios propios del crecimiento del Plantel. En 1914, los efectos climáticos hicieron necesaria la construcción de andenes o pasadizos techados, para la comunicación del estudiantado y del cuerpo docente entre los pabellones durante la estación de las lluvias.
De acuerdo con los planos originales, la obra, en su conjunto, contaba con las siguientes dependencias: 
- Un edificio central de tres pisos para aulas, salón para actos públicos, anfiteatro, gimnasio, entre otros.
- Un edificio de dos pisos con salas y salones para dormitorios, instalaciones sanitarias, entre otros.
- Uno de tres pisos hacia la calle de la Zona del Canal, para administración, contaduría, enfermería, botica y habitación para el médico del plantel.
- Uno de dos pisos para laboratorios, aulas de física y química, salones de estudio, biblioteca y museo.
- Uno de dos pisos para cocina, depósitos, habitaciones de sirvientes y comedores.

Los muros del edificio son de mampostería; la estructura de los pisos fue hecha con vigas de doble "T" de acero colocadas a una distancia de un metro con cincuenta centímetros. La obra de decoración exterior se le dio especial cuidado por parte de Ruggieri, como puede observarse en las cornisas de coronamiento, cornisas de separación, escudos, esfinges y el gran friso de relieve sobre los tres arcos centrales que representa el Desarrollo de las Ciencias y las Artes. 
En los elementos arquitectónicos y decorativos Ruggieri especificó el empleo de mármol, piedra artificial o cemento comprimido. Los grupos de coronación en bronce que rematan los áticos de los dos cuerpos laterales, así como las dos esfinges situadas a ambos lados de la entrada fueron realizados por el italiano Gaetano Chiaromonte.

### Interior

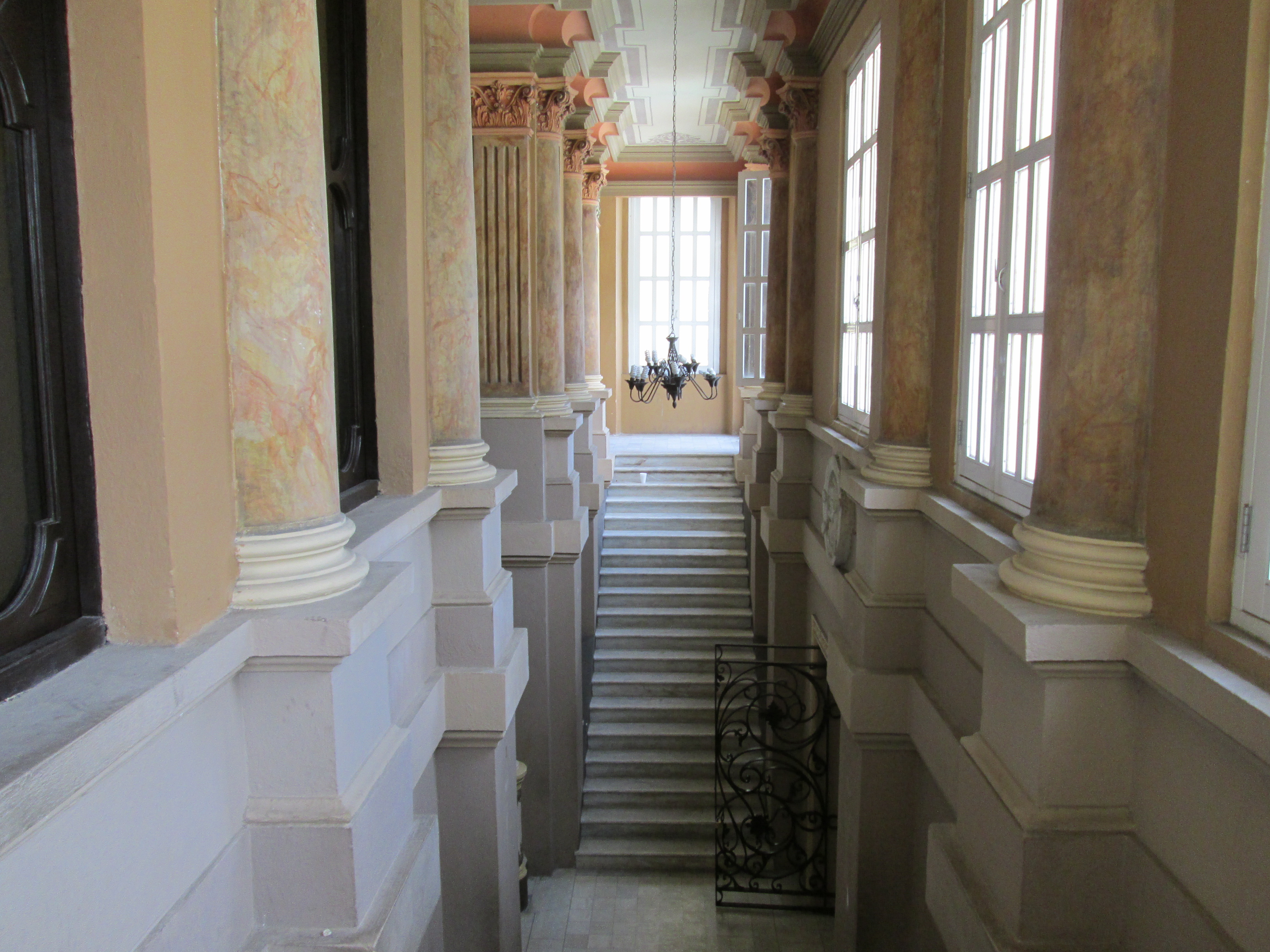
Interior del Instituto Nacional.

En los pisos de los vestíbulos y pórticos se especificó el empleo de piezas de mármol blanco veteado. Las dos escaleras secundarias y la de honor del edificio central llevan piezas de mármol blanco veteado igualmente. En el salón de actos públicos y sus antesalas y para las entradas del anfiteatro, se colocaron puertas con adornos en relieve. Para los trabajos de pintura y decorado interior Ruggieri concibió rosones griegos y adornos de ángulos ejecutados en yeso y polvo de mármol, fijados al cielorraso. En las dependencias laterales al vestíbulo, el cielorraso indicaba dibujos de estilo renacentista italiano.

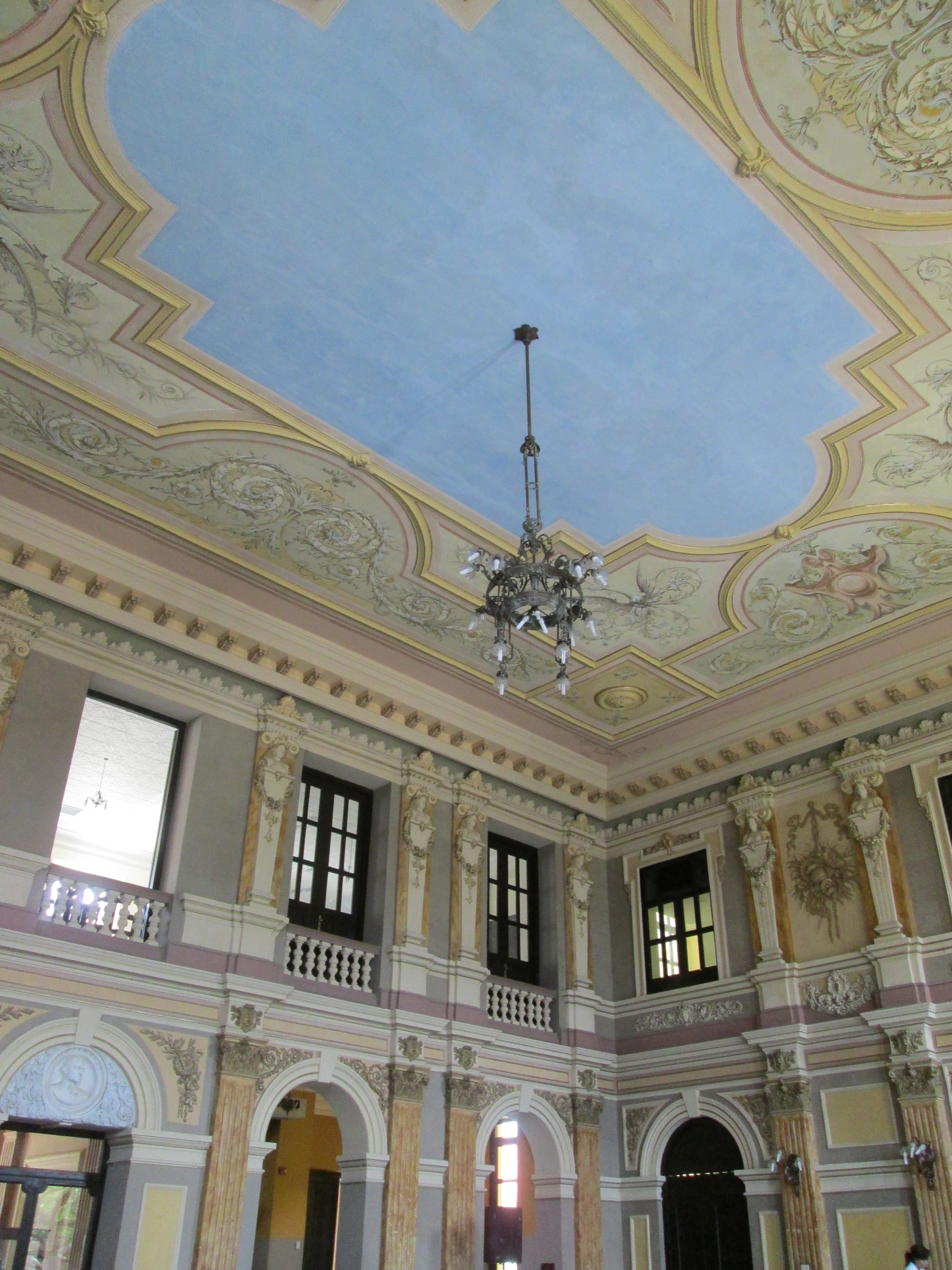
Paredes y cielorraso del Aula Máxima del Instituto Nacional que presentan detalles del estilo neorrenacentista italiano.

En los trabajos de decoración del Instituto Nacional participaron, además del arquitecto Ruggieri, otros artistas italianos como Arturo Tamagnini, que desarrolló el tema de las Artes, las Letras y la Ciencia. Las cuatro lunetas con medallones del salón de actos públicos, con las efigies de Justo Arosemena, José de Obaldía, Gil Colunje y José Manuel Hurtado, fueron ejecutados por el escultor Pierro Enrico Astorre. En el vestíbulo se encuentra una placa de bronce grabada con el siguiente epitafio del poeta Ralph Waldo Emerson “sólo los que construyen sobre ideas, construyen para la eternidad”, esta frase ha inspirado a generaciones de institutores en sus luchas patrióticas.

### Remodelaciones

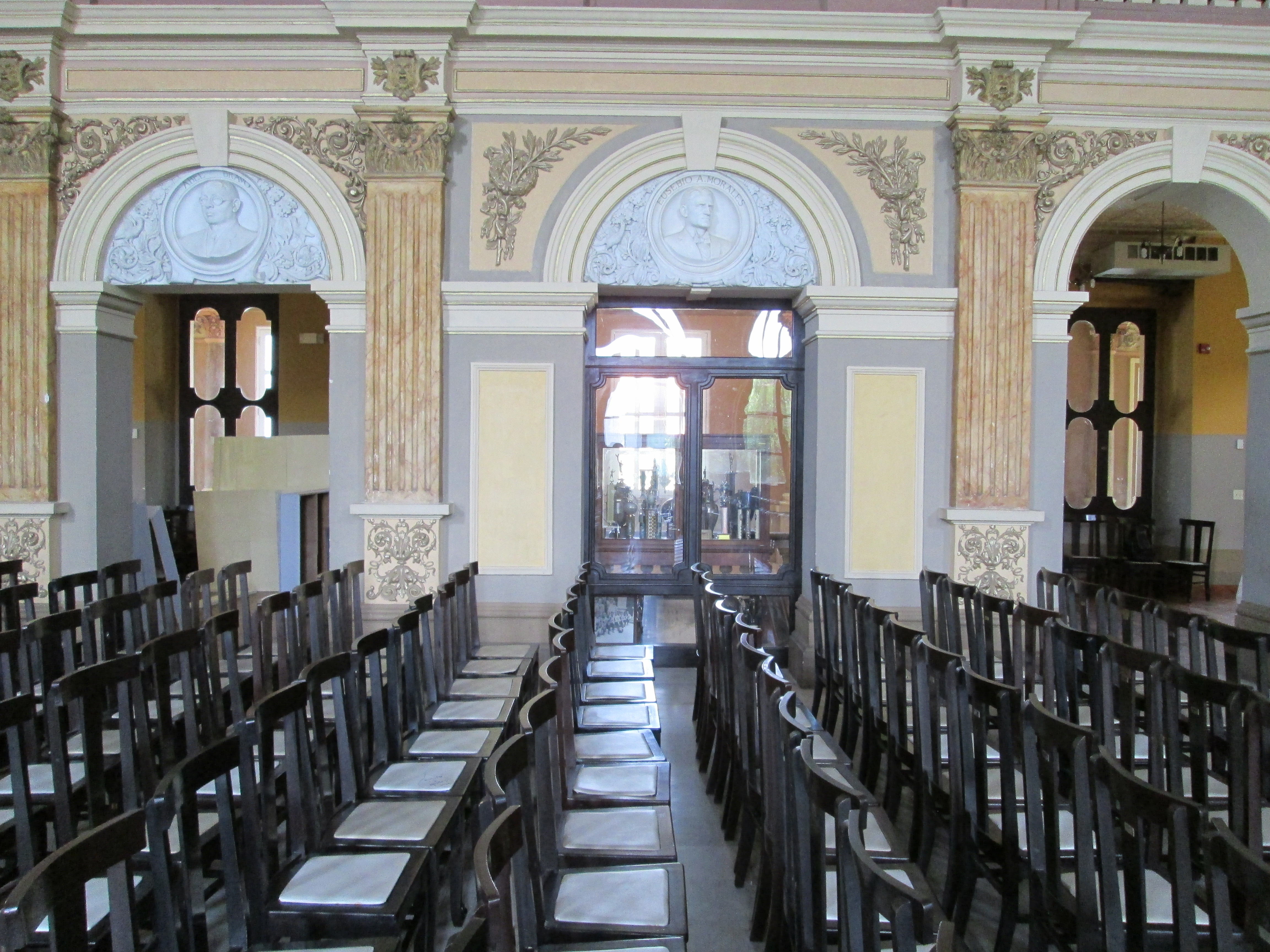
Aula máxima del colegio.

En el año 2003, con motivo de la celebración del centenario de la república, el gobierno destinó 5 millones de dólares para mejoras del edificio, entre ellas el gimnasio de varones, el piso de algunas aulas, cambios de cubiertas en los edificios dos y tres. Quedaron por restaurar, el edificio principal, el aula máxima y la rectoría, considerado un lugar histórico del edificio.
En el 2005 se destinaron fondos para la restauración del edificio principal del glorioso nido de águilas, se restauró en su totalidad el aula máxima, con sus murales y la esplendorosa pintura de la loza del cielo; las esfinges o quimeras en la entrada principal y las águilas que coronan su fascinante fachada, los cielos de latón repujado fueron restaurados en el segundo nivel y emulados de resina en planta baja, las ventanas de aluminio fueron diseñadas para emular las originales de madera de la época, también rectoría fue restaurada, volviendo el edificio a su esplendor.
En la administración de la presidenta Mireya Moscoso se le otorgó al colegio la parte trasera que colinda con la Avenida de los Mártires para realizar actividades culturales.

## Himno
Fue compuesto por Ricardo Miró, siendo este un egresado del Nido de Águilas.